# Château de la Muela
Pour les articles homonymes, voir Consuegra (homonymie).
Le château de la Muela, également appelé château de Consuegra, se situe sur la commune de Consuegra, dans la province espagnole de Tolède. Il est un des châteaux les mieux conservés de la Castille-La Manche.

## Présentation
Le château domine la ville de Consuegra du haut de la colline de Calderico, qu'il partage avec les moulins de Consuegra, ensemble remarquable de douze moulins à vent blancs du XVIe siècle.

### Historique
L'occupation humaine du sommet de la colline est attestée à partir du Ve siècle av. J.-C. par la découverte des vestiges d'un hameau. Les romains font la conquête de la région au IIe siècle av. J.-C. et démantèlent le hameau, forçant les habitants à s'installer dans la plaine, près de la rivière Amarguillo. La romanisation de « Consaburum » s'accompagne de la construction de thermes, de murailles, d'un aqueduc et d'un cirque.
Le château d'origine est un petit fort, probablement construit par Almanzor au Xe siècle, à l'époque du Califat de Cordoue. En 1097, Al-Mu'tamid l'offre au roi Alphonse VI de León comme cadeau de mariage avec la princesse sévillane Zaida. Si Alphonse VI obtient le château sans faire usage de la force, il le perd le 15 août de la même année à la suite de sa défaite face aux Almoravides à la bataille de Consuegra. 
Cette partie de la Castille redevenue chrétienne, le roi Alphonse VII remet en 1183 le château et les terres environnantes à l'Ordre de Saint-Jean de Jérusalem, qui reconstruit la forteresse et lui donne sa forme actuelle. À partir de là, l'Ordre religieux va asseoir son autorité afin de contrôler et repeupler la région. Le château finit ainsi peu à peu par perdre sa vocation défensive, au profit d'un rôle administratif et spirituel, comme siège du prieuré.
De 1809 à 1813, le château est occupé par les troupes françaises au cours de la guerre d'Indépendance. Il finit par tomber en ruine à la suite du désamortissement du XIXe siècle et d'un incendie. De nos jours, il est en cours de restauration par une école atelier depuis 1985.

### Architecture
Le château présente une structure relativement atypique : un espace vide, dénommé « sentinelle », donne accès au château proprement dit, qui est entouré d'un mur d'enceinte. La porte principale, encadrée par deux structures cubiques, est ornée de l'écu de Juan José d'Autriche, nommé prieur de l'Ordre en 1643, et celui des Álvarez de Tolède. Le château est constitué d'un corps central dont chacun des côtés est renforcé par une grande tour cylindrique. Du mur d'enceinte, il ne reste que la partie qui entourait la cour d'armes.
De nos jours, certains éléments restent visibles : les galeries, les réservoirs d'eau, les tours (est, ouest et sud), la nef des archives, la salle capitulaire et l'ermitage. La tour albarrana est un élément défensif arabe qui témoigne de l'origine maure de la forteresse. Ce type de dispositif particulier, appelé « torre albarrana » en espagnol, est une tour située à l'extérieur d'une enceinte fortifiée, avec laquelle elle communique au moyen d'un arc ou d'un pont qui pouvait être facilement détruit au cas où la tour tombait aux mains de l'ennemi. Une telle tour servait à harceler l'ennemi lorsqu'il s'attaquait à la muraille. De forme circulaire et haute de quatre étages, la tour albarrana du château de Consuegra se trouve dans sa partie méridionale et communique avec le chemin de ronde.

## Galerie

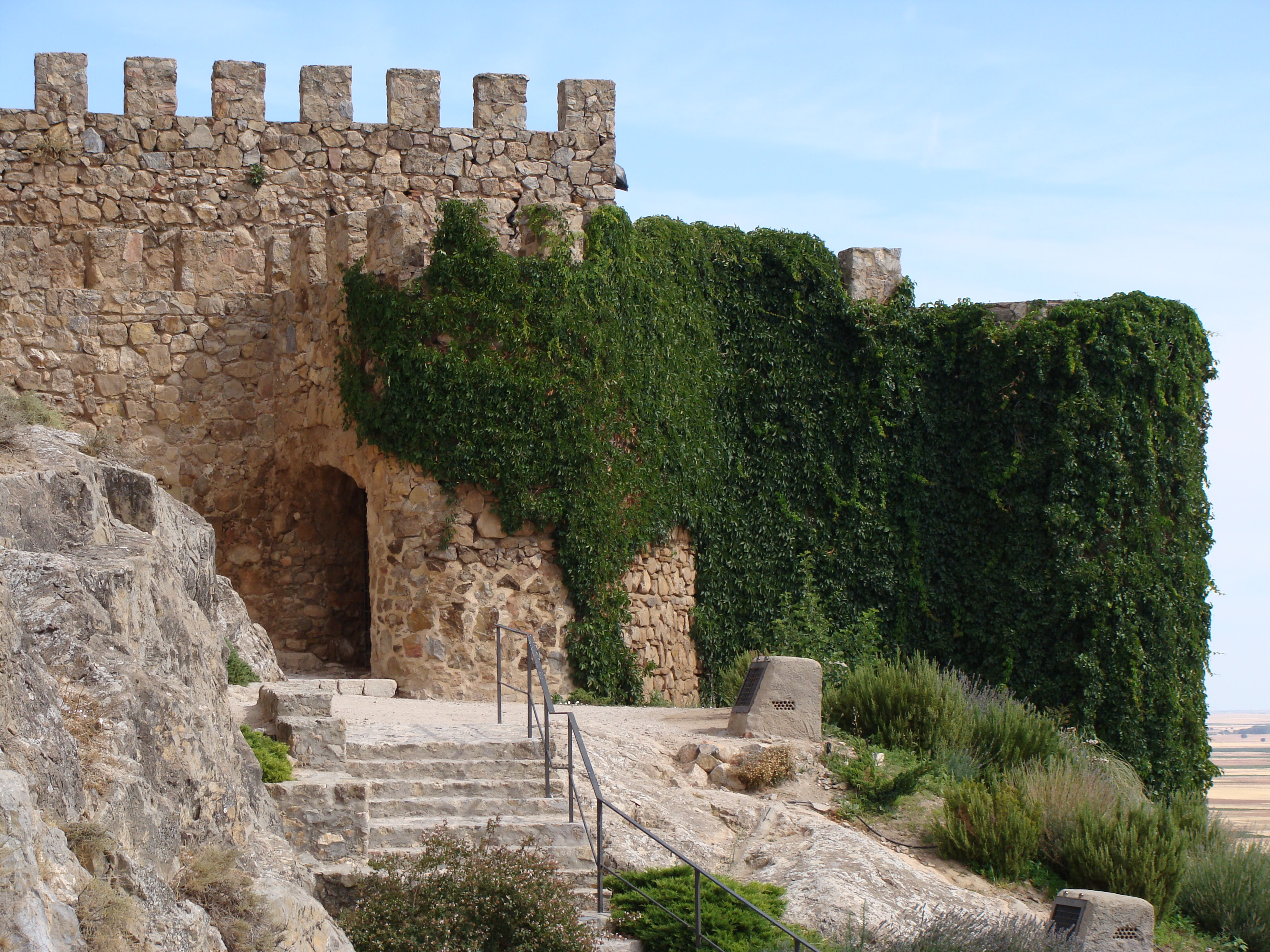
Château de Consuegra, entrée des visiteurs
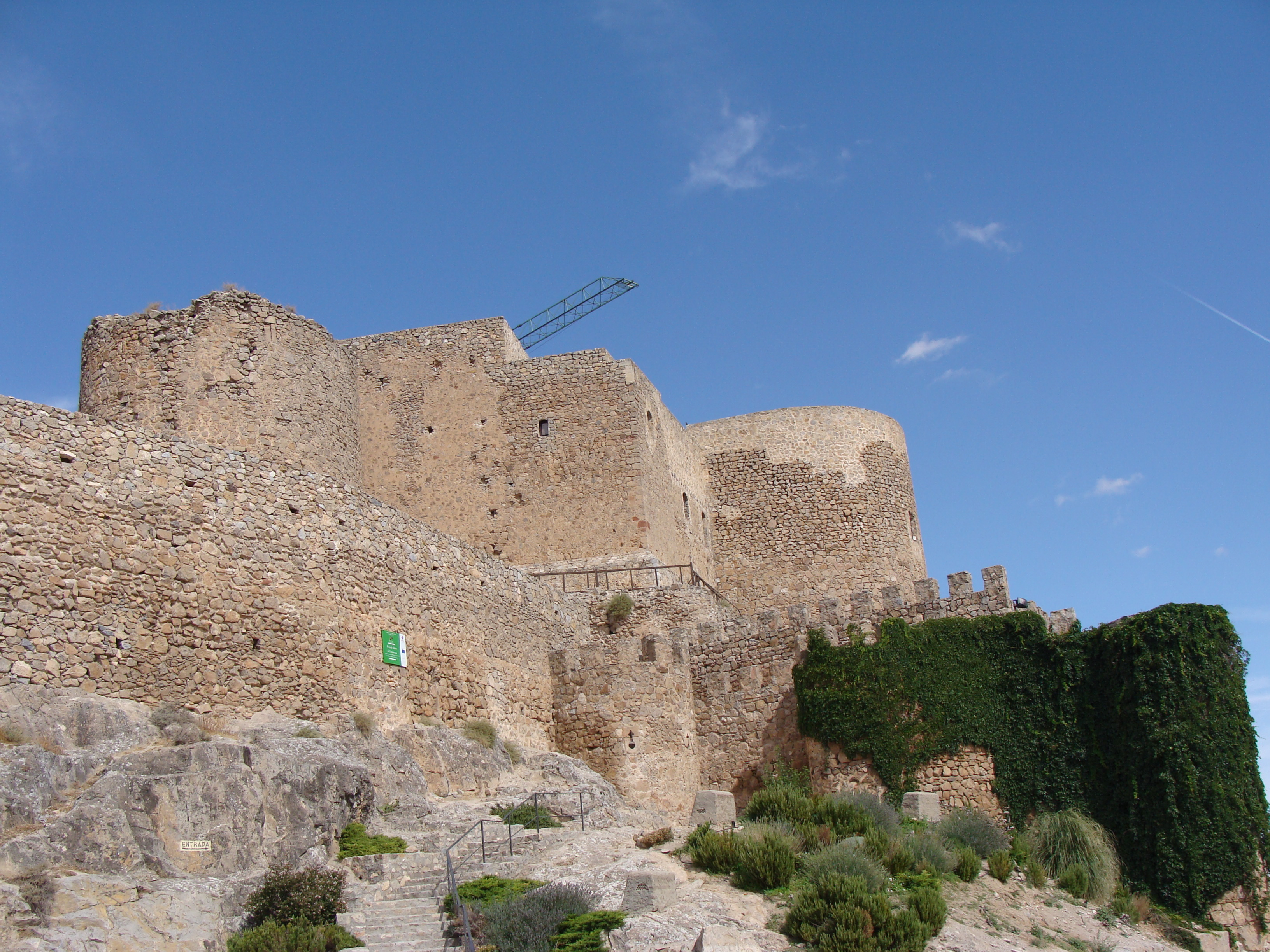
La muraille et les tours
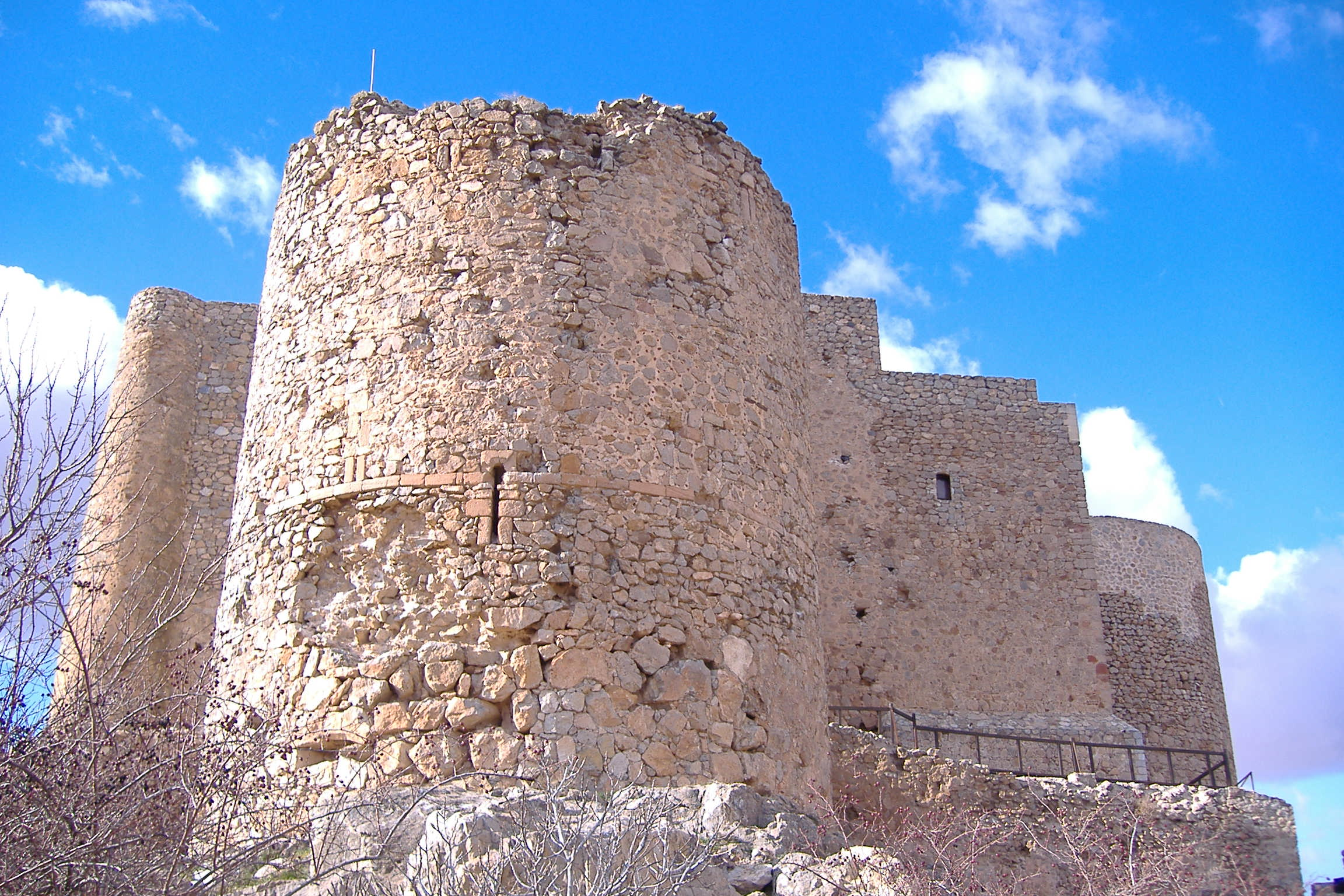
Tours du château de Consuegra
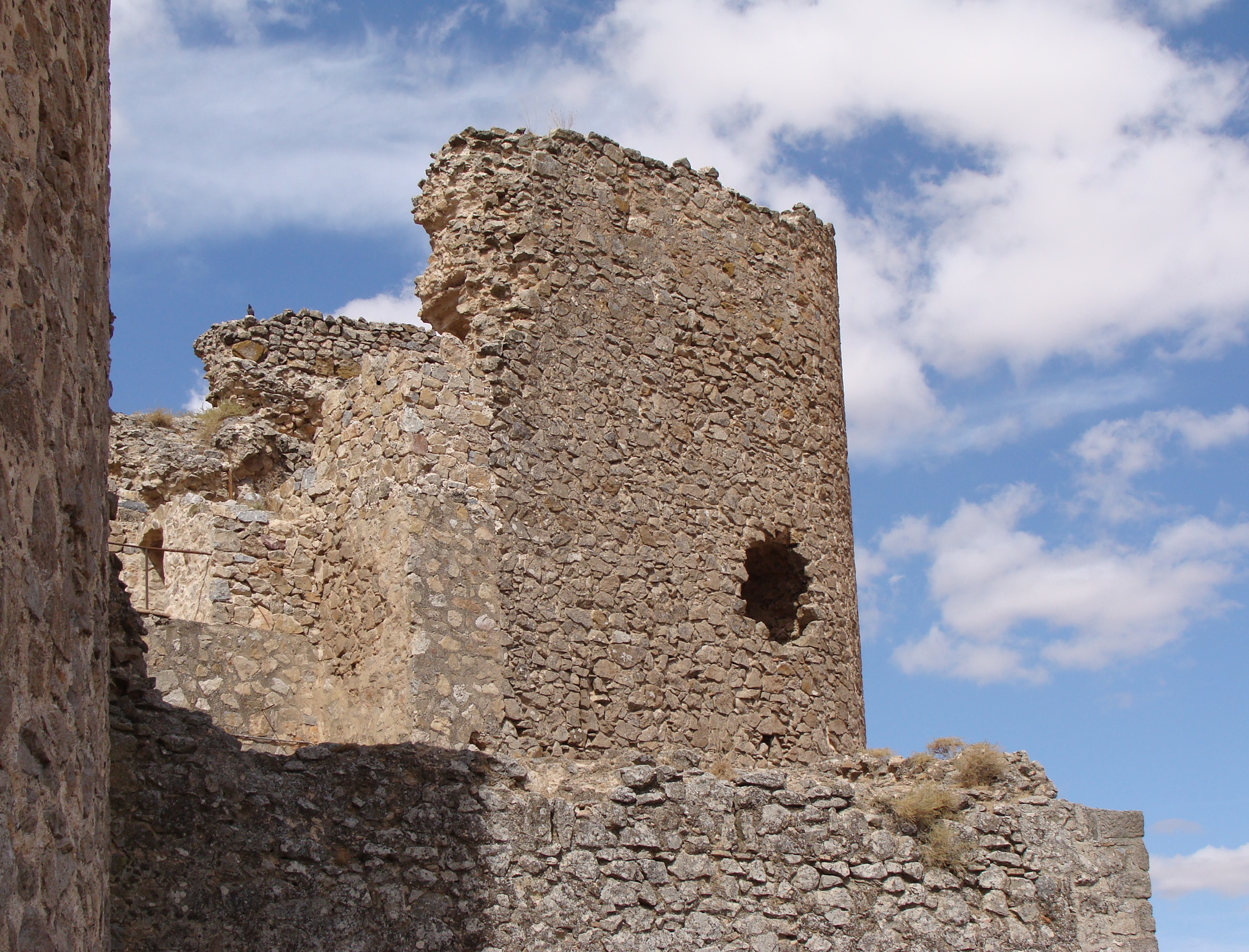
Le trou du boulet
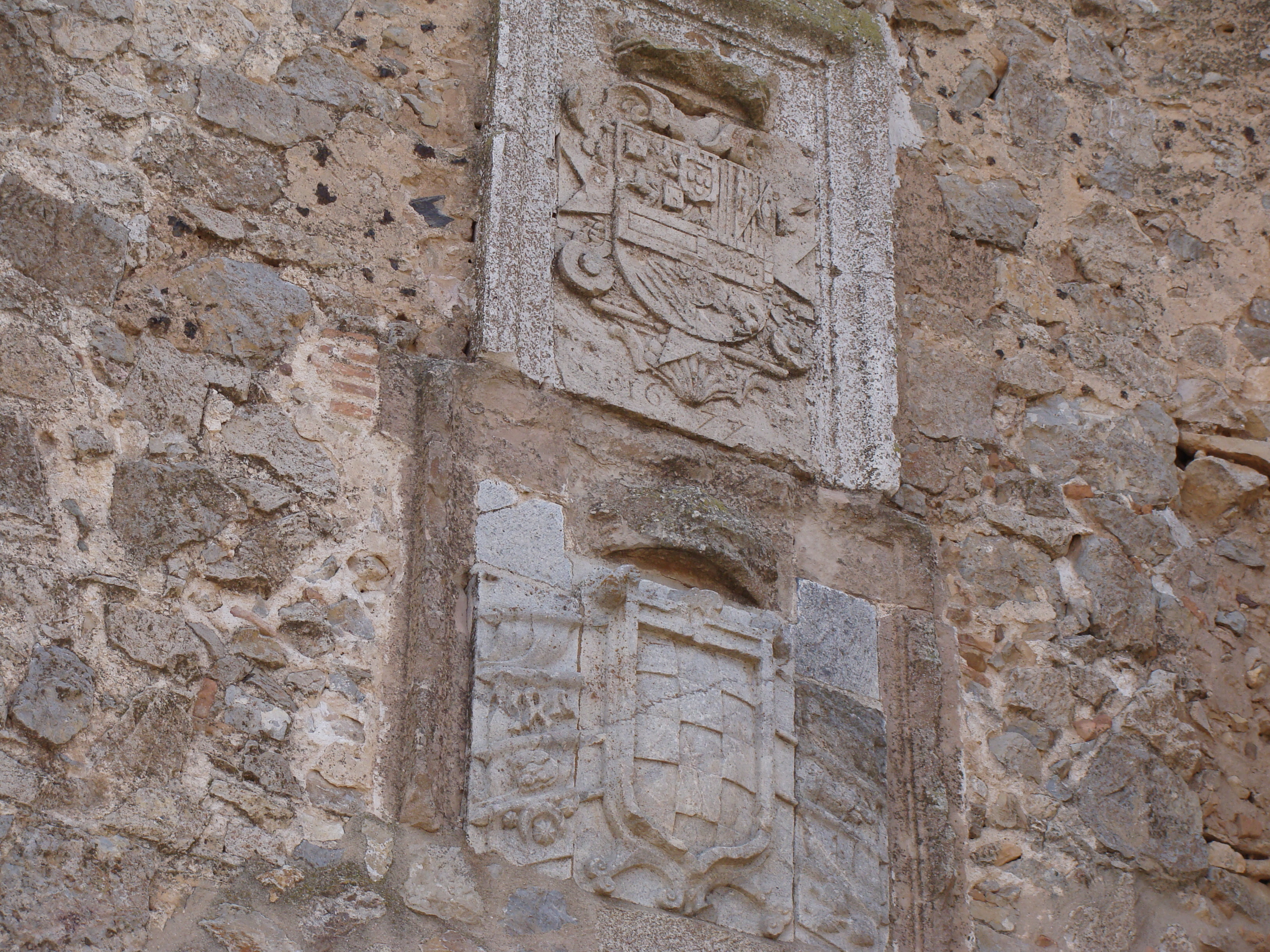
Écu de Juan José d'Autriche (au-dessus) et celui des Álvarez de Tolède
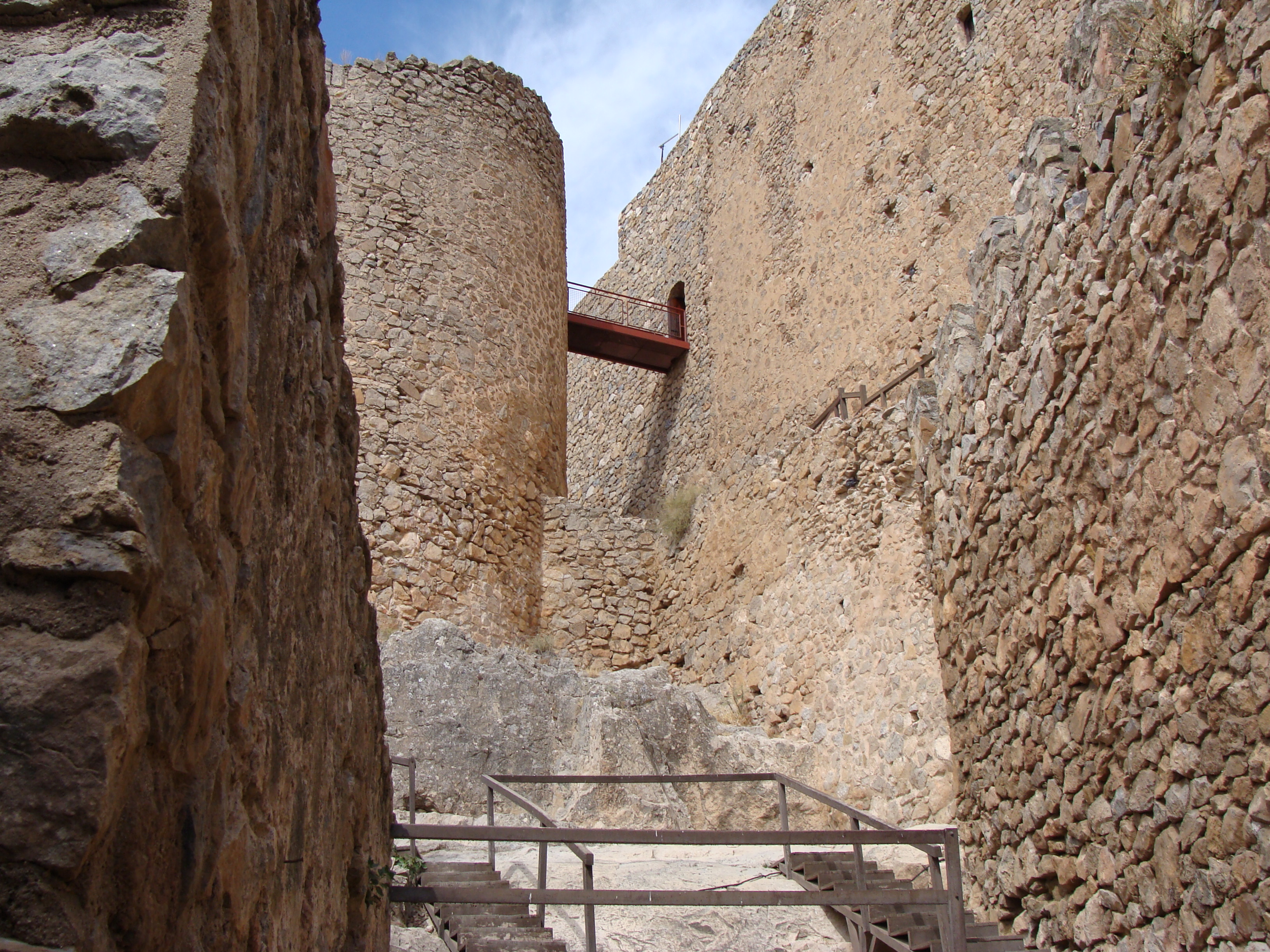
Vue intérieure du château
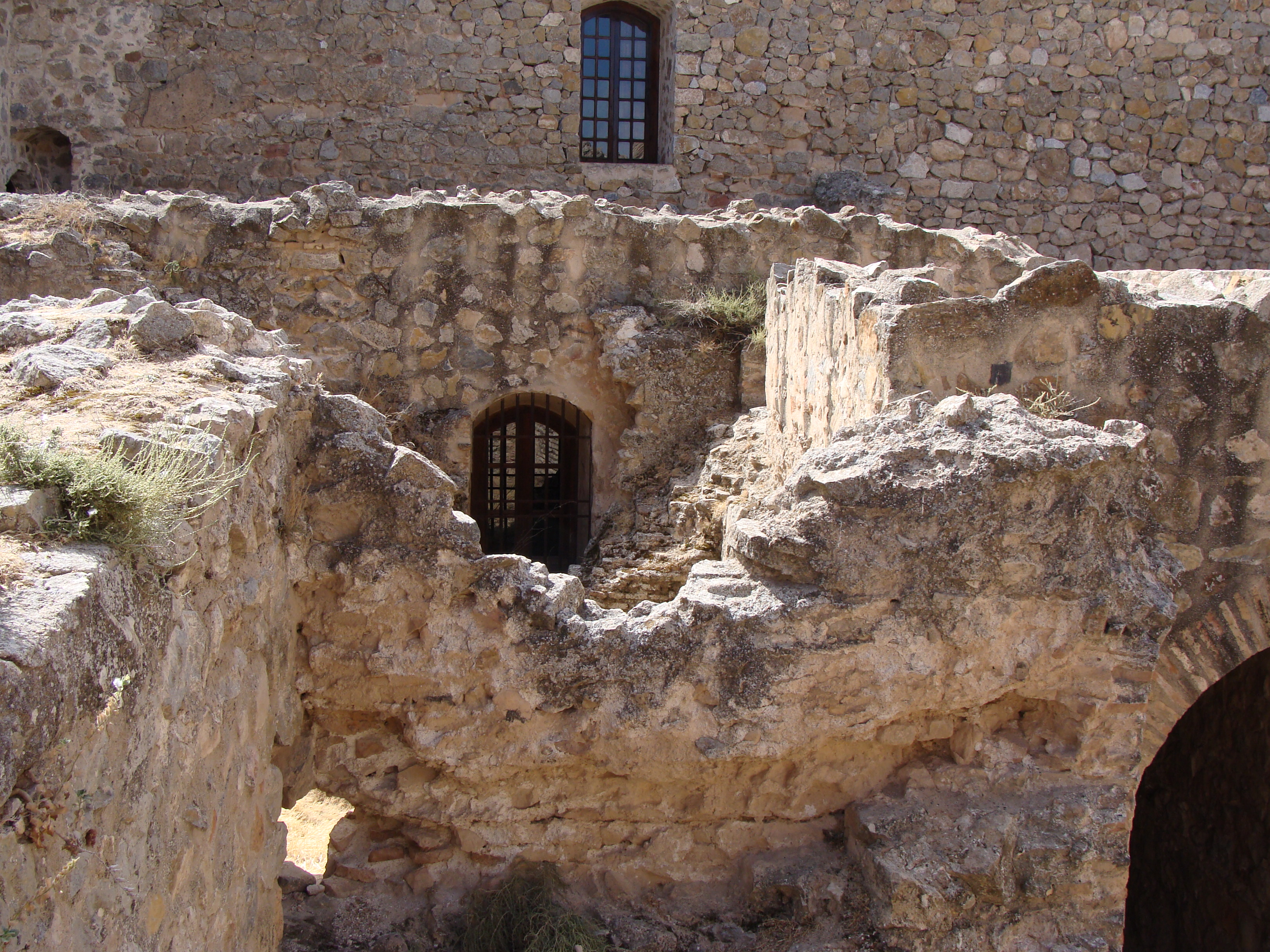
Partie du château en ruines
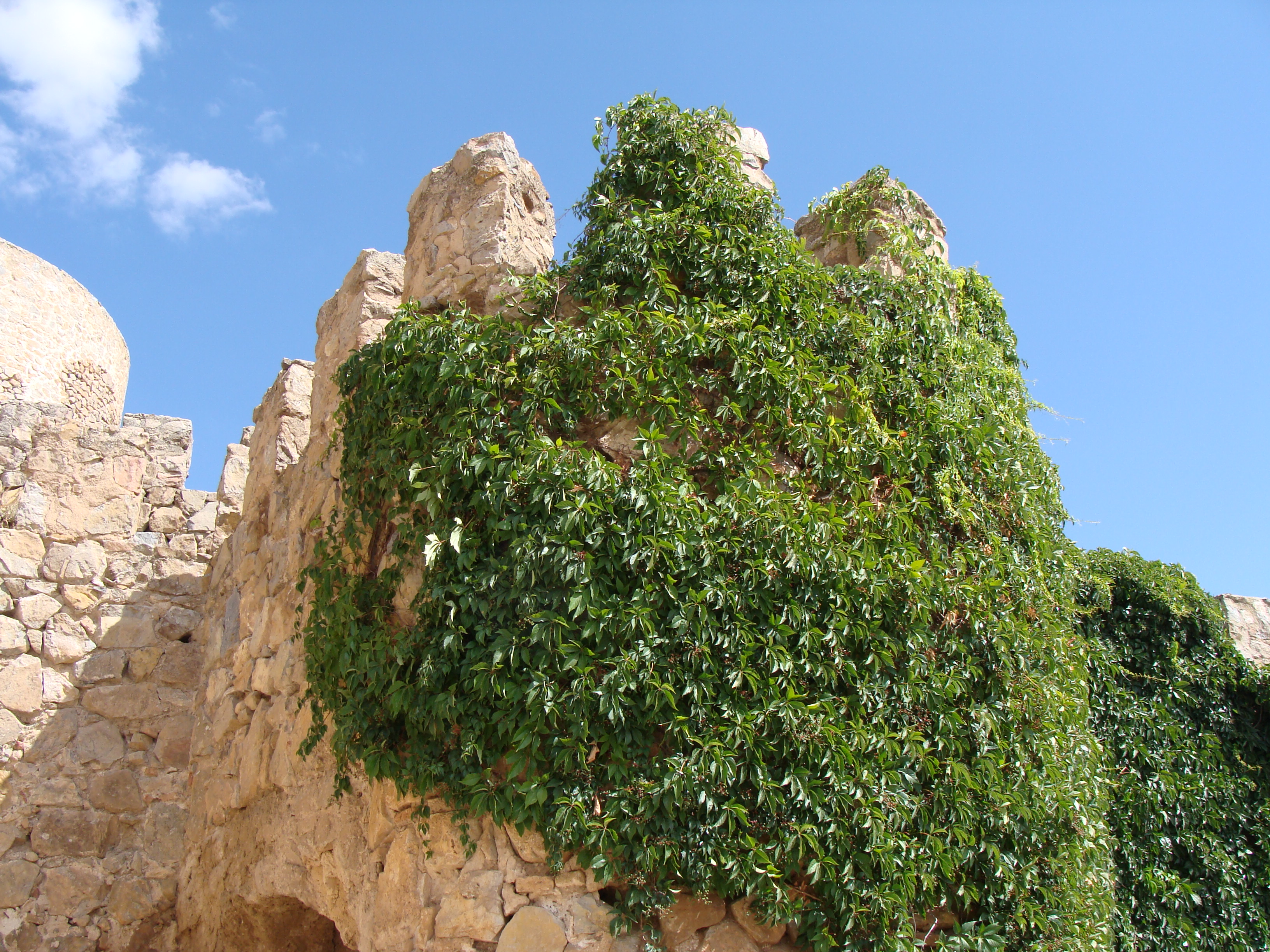
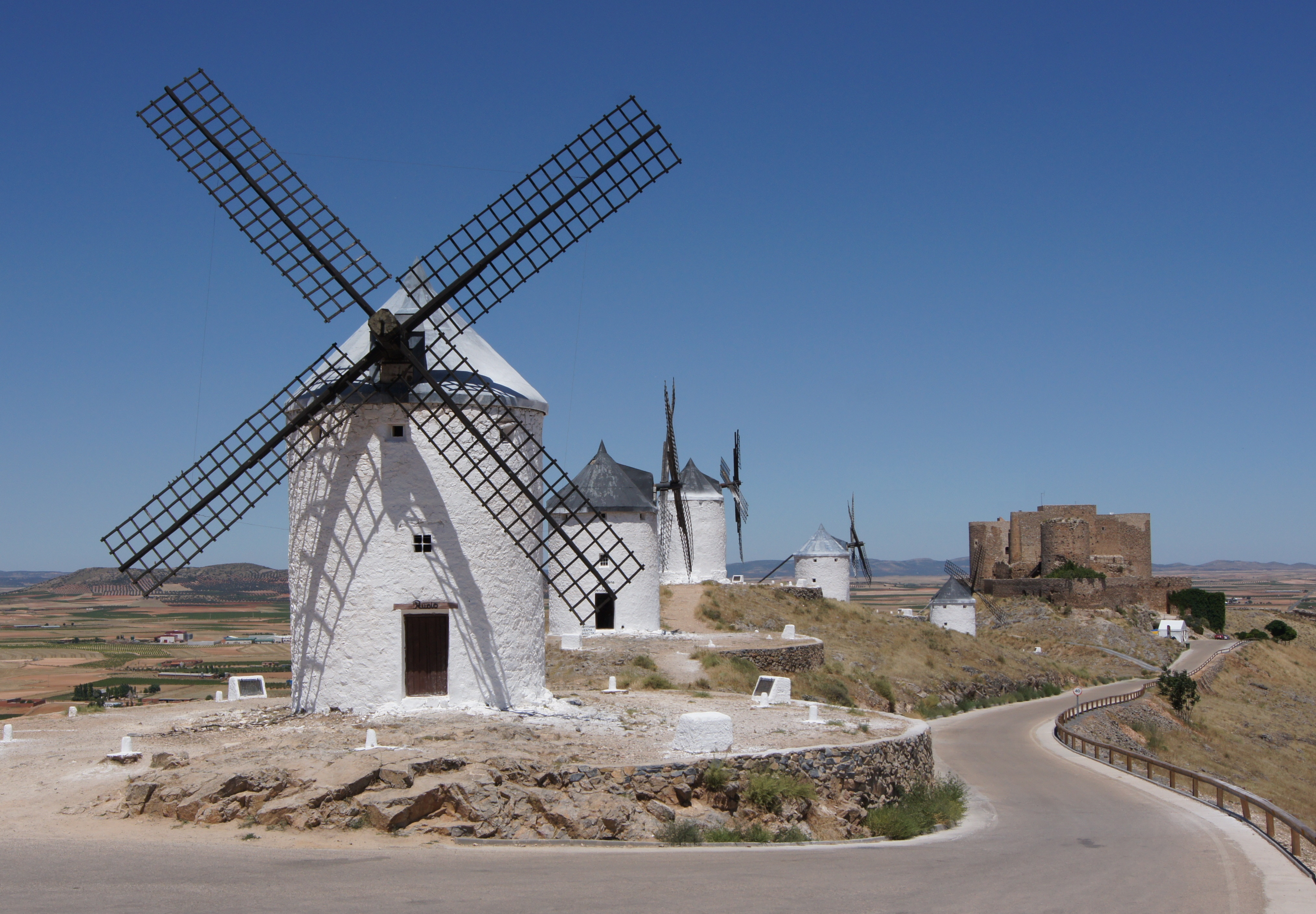
Moulins de Consuegra et le château. La première tour est la tour albarrana